# Filippo Spinelli
Filippo kardinal Spinelli, italijanski rimskokatoliški duhovnik, škof in kardinal, * 1566, Neapelj, † 25. maj 1616, Neapelj.

## Življenjepis
22. aprila 1592 je bil imenovan za soupraviteljskega škofa Policastra in naslovnega škofa Colossae; 6. maja istega leta je prejel škofovsko posvečenje. Leta 1605 je postal polni škof Policastra.
9. junija 1604 je bil povzdignjen v kardinala.
6. junija 1605 je bil imenovan za škofa Aversa.